# Буймерівка
Бу́ймерівка —  село в Україні, у Чернеччинській сільській громаді Охтирському районі Сумської області. Населення становить 42 осіб. Колишній орган місцевого самоврядування — Кардашівська сільська рада.

## Географія
Село Буймерівка знаходиться на лівому березі річки Ворскла, вище за течією на відстані 4 км розташоване місто Охтирка, нижче за течією примикає село Михайленкове, на протилежному березі - село Риботень. Річка в цьому місці звивиста, утворює лимани, стариці і заболочені озера. До села примикає великий лісовий масив (сосна), у якому розташована покинута база ракет середньої дальності.

## Історія
Згідно з переписом 1732 року, Буймерівкою володіли нащадки полковника Охтирського козацького полку, поміщика Івана Буймера. У переписі зазначена, що село було засноване сто років тому, тобто, 1632 року
12 червня 2020 року, відповідно до розпорядження Кабінету Міністрів України № 723-р «Про визначення адміністративних центрів та затвердження територій територіальних громад Сумської області», село увійшло до складу Черниччинської сільської громади.
19 липня 2020 року, в результаті адміністративно-територіальної реформи та ліквідації Охтирського району(1923-2020), село увійшло до складу новоутвореного Охтирського району.

## Економіка
У цьому невеличкому селищі, серед столітнього лісу на березі р. Ворскла, розташовано єдиний в Україні сосновий spa-курорт.
У 1936 році було побудовано декілька літніх будиночків для відпочинку, які з часом розрослися в оздоровчий комплекс в самому центрі соснового бору. Нині має у своєму розпорядженні готель і два ресторани (європейський та індійський).

СПА курорт Буймерівка
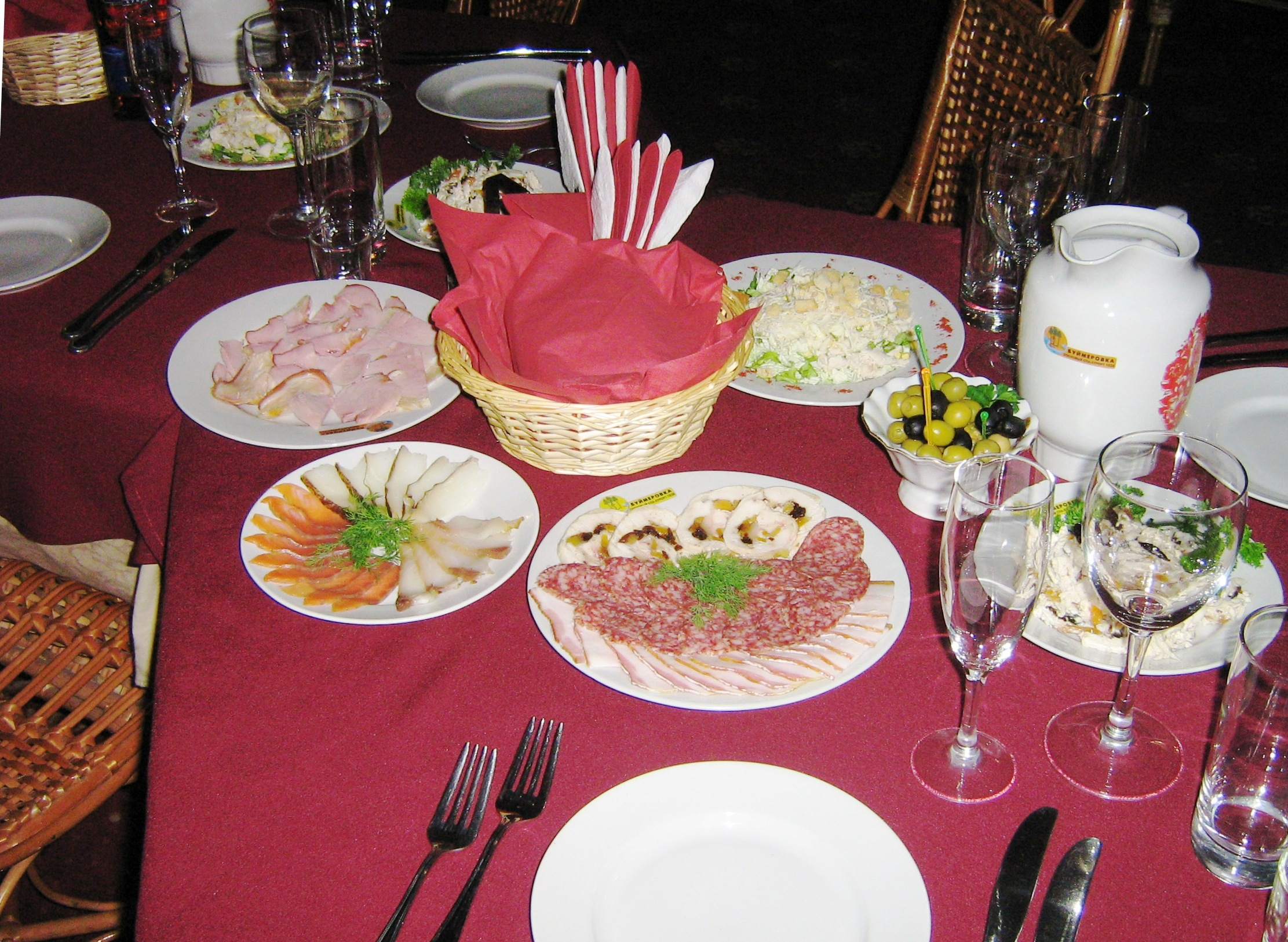
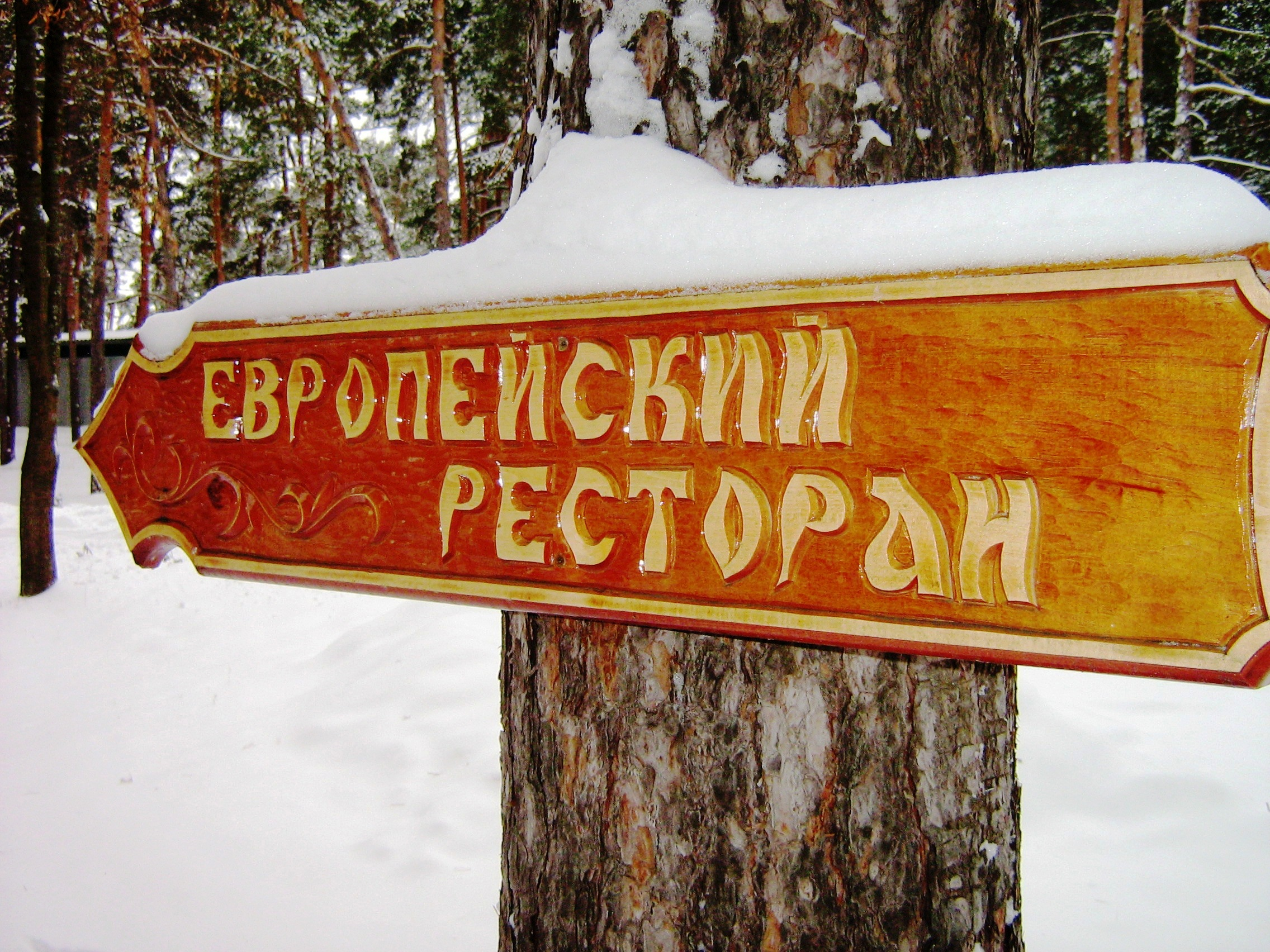
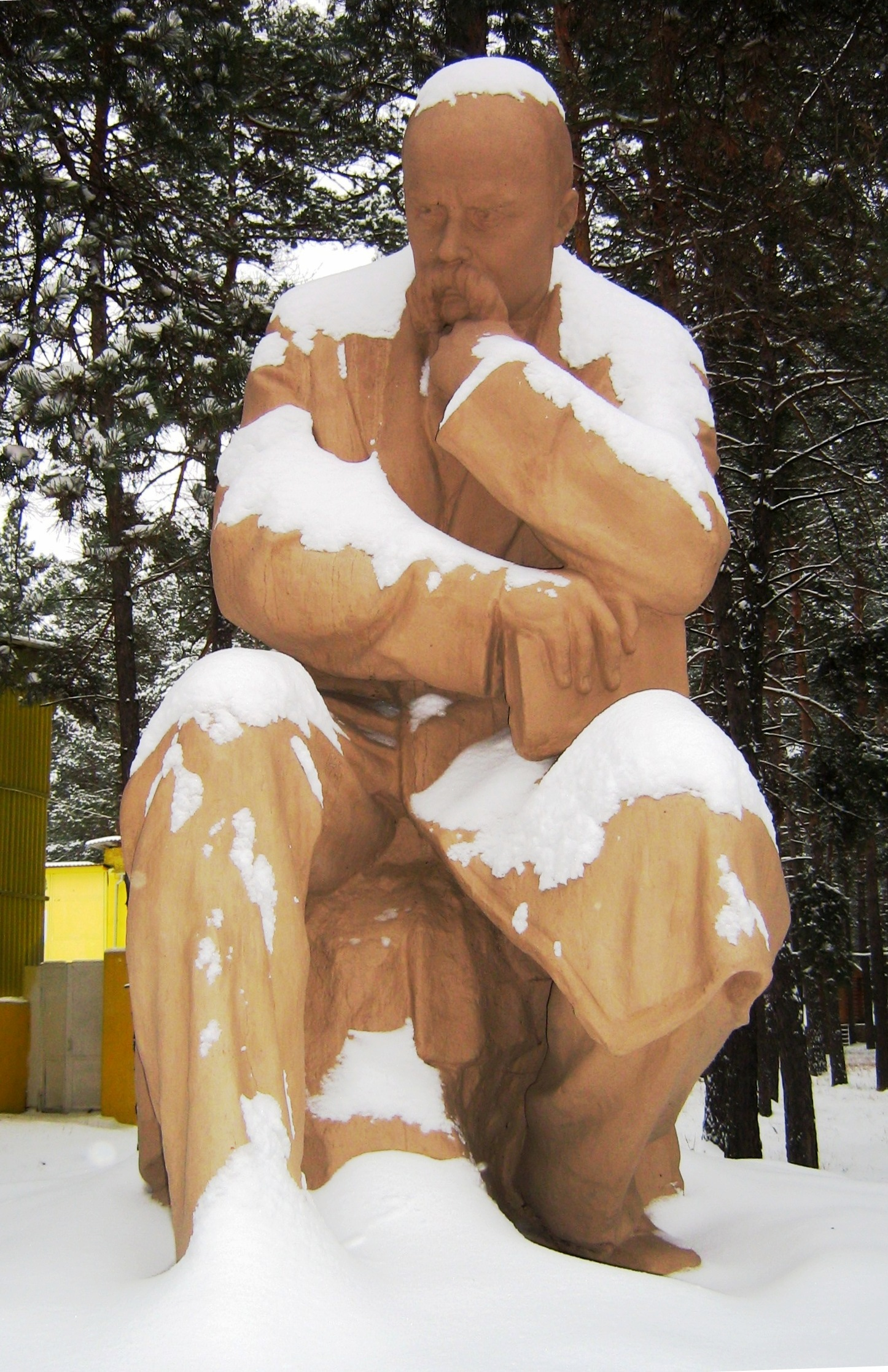